# Chelonistele
Chelonistele es un género  de orquídeas epífitas o litófitas.  Se encuentra en el Himalaya y Burma hasta Borneo y Java. Comprende 25 especies descritas y de estas, solo 13 aceptadas.

## Descripción
Son plantas epífitas o litófita estrechamente relacionadas con el género Coelogyne y su cultura de cultivo es similar a las especies de Coelogyne en las mismas áreas y alturas.
Son plantas con tallos engrosados, relativamente cortos, formando pseudobulbos que aparecen en los últimos años, con una o dos hojas plegadas o no, inflorescencias con brácteas florales presentes .

## Taxonomía
El género fue descrito por Ernst Hugo Heinrich Pfitzer y publicado en Das Pflanzenreich 32(Heft IV.50): 136. 1907.

## Especies aceptadas
A continuación se brinda un listado de las especies del género Chelonistele aceptadas hasta febrero de 2014, ordenadas alfabéticamente. Para cada una se indica el nombre binomial seguido del autor, abreviado según las convenciones y usos.
1. Chelonistele amplissima (Ames & C.Schweinf.) Carr, Gard. Bull. Straits Settlem. 8: 218 (1935).
2. Chelonistele brevilamellata (J.J.Sm.) Carr, Gard. Bull. Straits Settlem. 8: 217 (1935).
3. Chelonistele dentifera de Vogel, Blumea 30: 203 (1984).
4. Chelonistele ingloria (J.J.Sm.) Carr, Gard. Bull. Straits Settlem. 8: 217 (1935).
5. Chelonistele kinabaluensis (Rolfe) de Vogel, Blumea 30: 203 (1984).
6. Chelonistele laetitia-reginae de Vogel, Blumea 41: 23 (1996).
7. Chelonistele lamellulifera Carr, Gard. Bull. Straits Settlem. 8: 78 (1935).
8. Chelonistele lurida Pfitzer in H.G.A.Engler (ed.), Pflanzenr., IV, 50 II B 7: 138 (1907).
9. Chelonistele ramentacea J.J.Wood, Kew Bull. 39: 80 (1984).
10. Chelonistele richardsii Carr, Gard. Bull. Straits Settlem. 8: 79 (1935).
11. Chelonistele sulphurea (Blume) Pfitzer in H.G.A.Engler (ed.), Pflanzenr., IV, 50 II B 7: 137 (1907).
12. Chelonistele unguiculata Carr, Gard. Bull. Straits Settlem. 8: 77 (1935).